# シモツケソウ属
シモツケソウ属（シモツケソウぞく、学名：Filipendula、和名漢字表記：下野草属）はバラ科の属の一つ。

## 特徴
多年草。葉は根出葉と互生する茎葉がある。奇数羽状複葉で、頂小葉は大きな掌状で分裂し、側小葉は小型で明瞭でない場合があり、茎葉の上部の場合は側小葉がないこともある。托葉があり、草質で緑色か膜質で帯褐色になる。花序は散房状か円錐状の集散花序で、花は白色か紅色で小型、花弁は4-5枚。萼は皿形で、裂片は4-5個あり反曲する。雄蕊は多数あり、心皮は3-10個まれに15個ある。
北半球の温帯から亜寒帯に10数種知られる。日本には5種が自生する。

## 種

### 日本の種
- コシジシモツケソウ Filipendula auriculata (Ohwi) Kitam.
- オニシモツケ Filipendula camtschatica (Pall.) Maxim.
- エゾノシモツケソウ Filipendula glaberrima Nakai
- シモツケソウ Filipendula multijuga Maxim.
  - アカバナシモツケソウ Filipendula multijuga Maxim. var. ciliata Koidz.
- キョウガノコ（栽培種）Filipendula purpurea Maxim.
- シコクシモツケソウ Filipendula tsuguwoi Ohwi

### 主な外国の種
- ホソバシモツケソウ Filipendula angustiloba (Turcz.) Maxim.
- チイサンシモツケソウ Filipendula formosa Nakai
- タイワンシモツケソウ Filipendula kiraishiensis Hayata
- オレゴンシモツケソウ Filipendula occidentalis (S.Watson) Howell
- ウラジロシモツケソウ Filipendula palmata (Pall.) Maxim.
- アメリカシモツケソウ Filipendula rubra (Hill) B.L.Rob.
- セイヨウナツユキソウ（栽培種）Filipendula ulmaria (L.) Maxim.
- ロクベンシモツケソウ（栽培種、別名：ヨウシュシモツケソウ）Filipendula vulgaris Moench

## ギャラリー

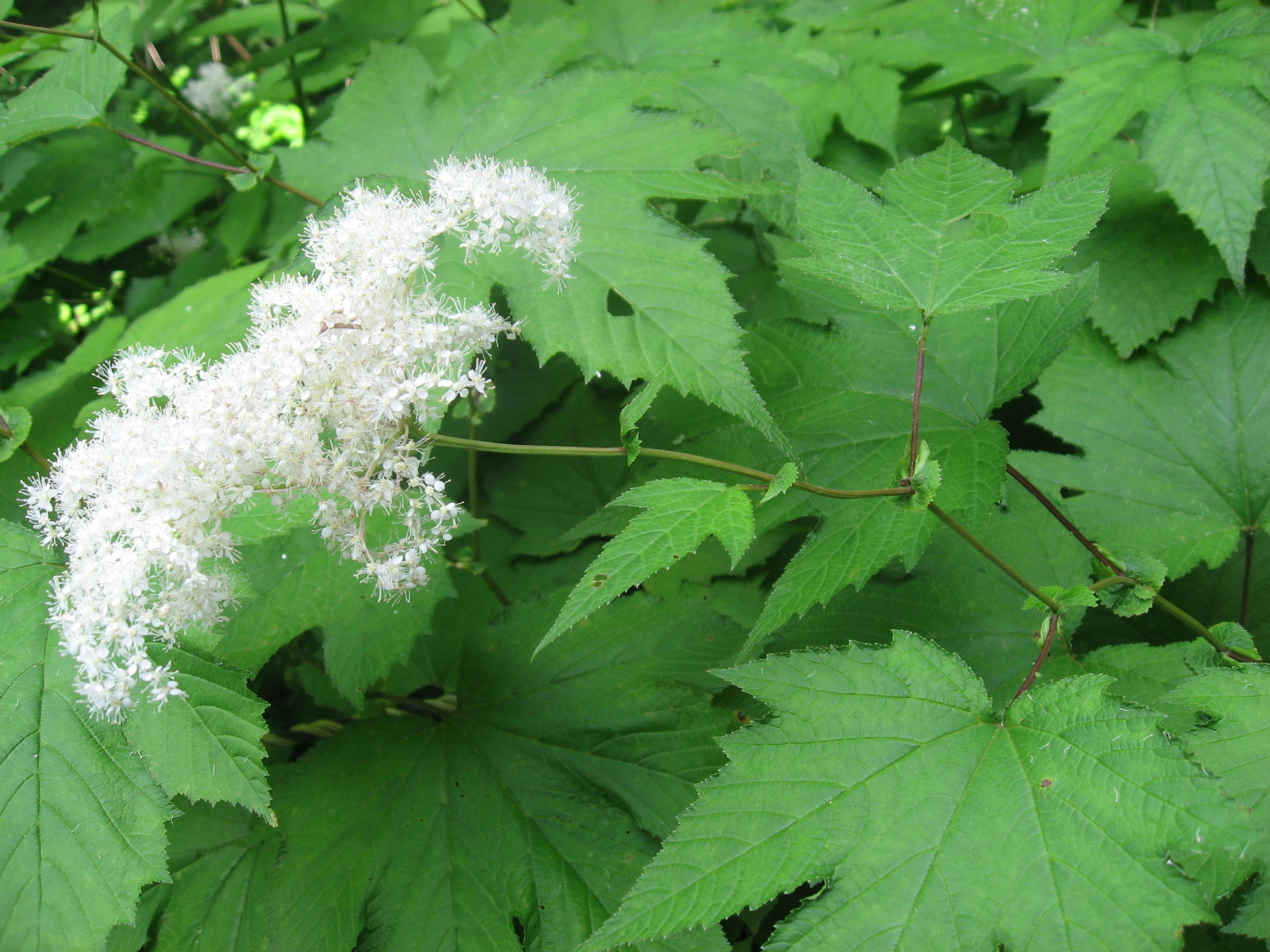
オニシモツケ
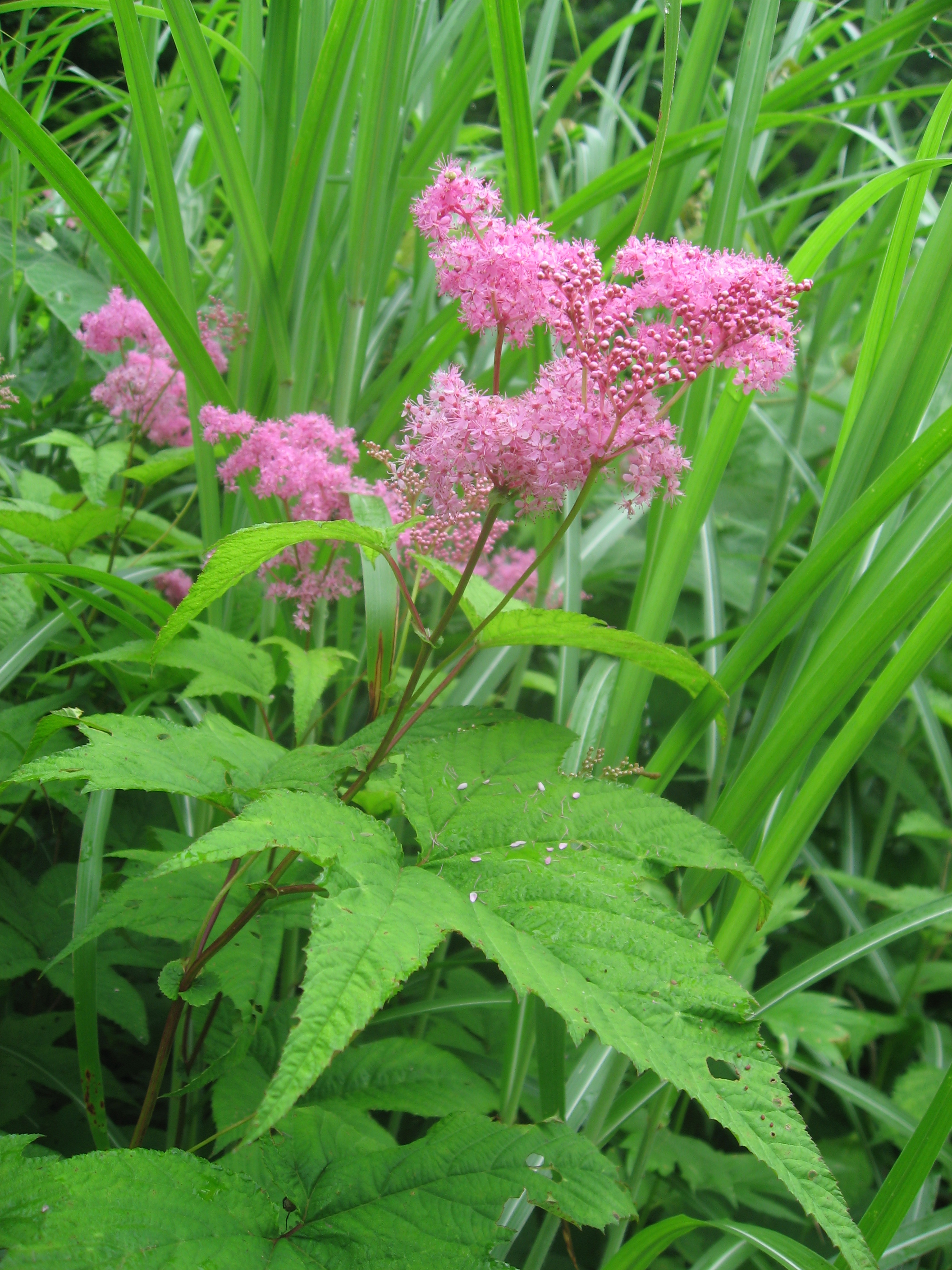
コシジシモツケソウ
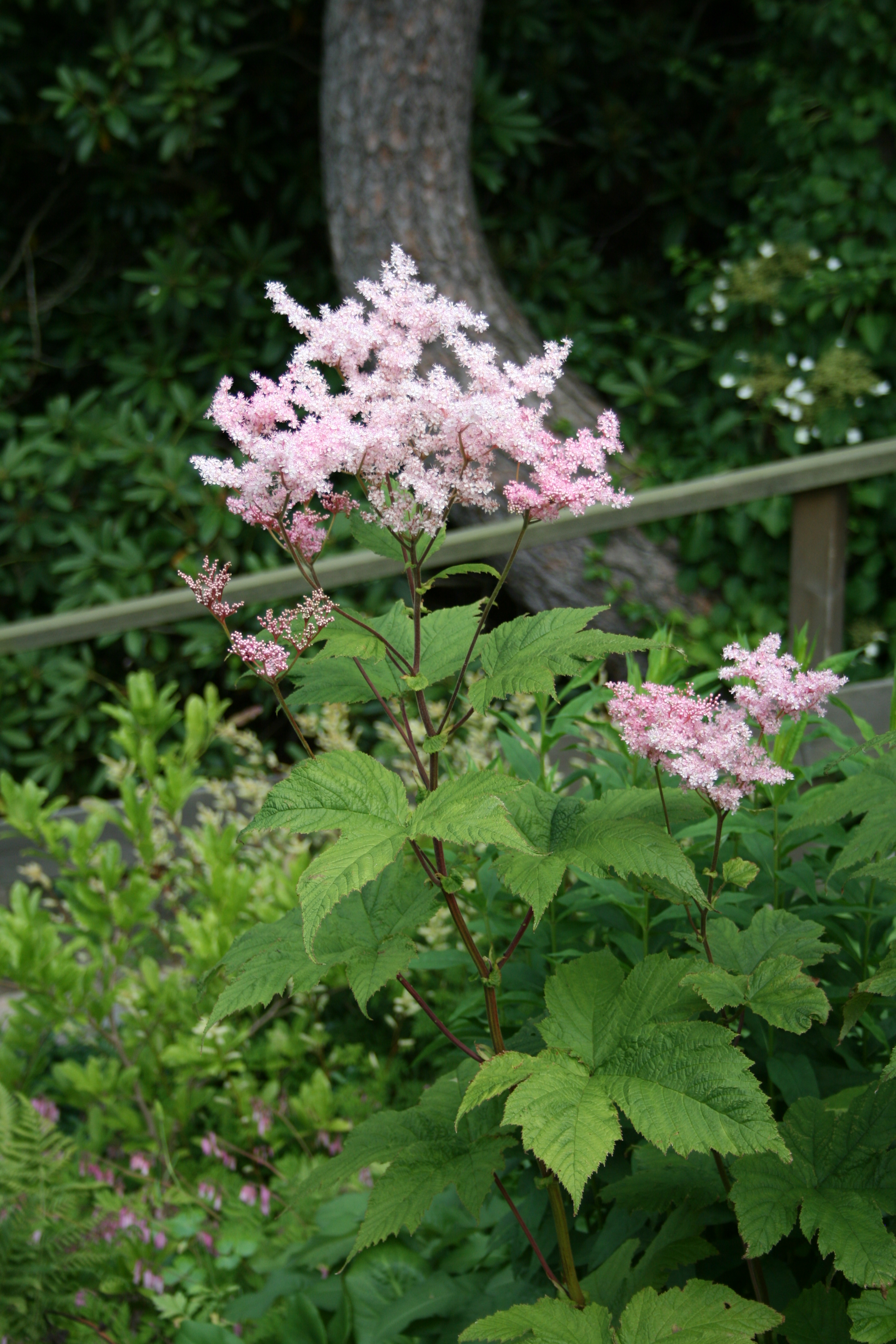
エゾノシモツケソウ
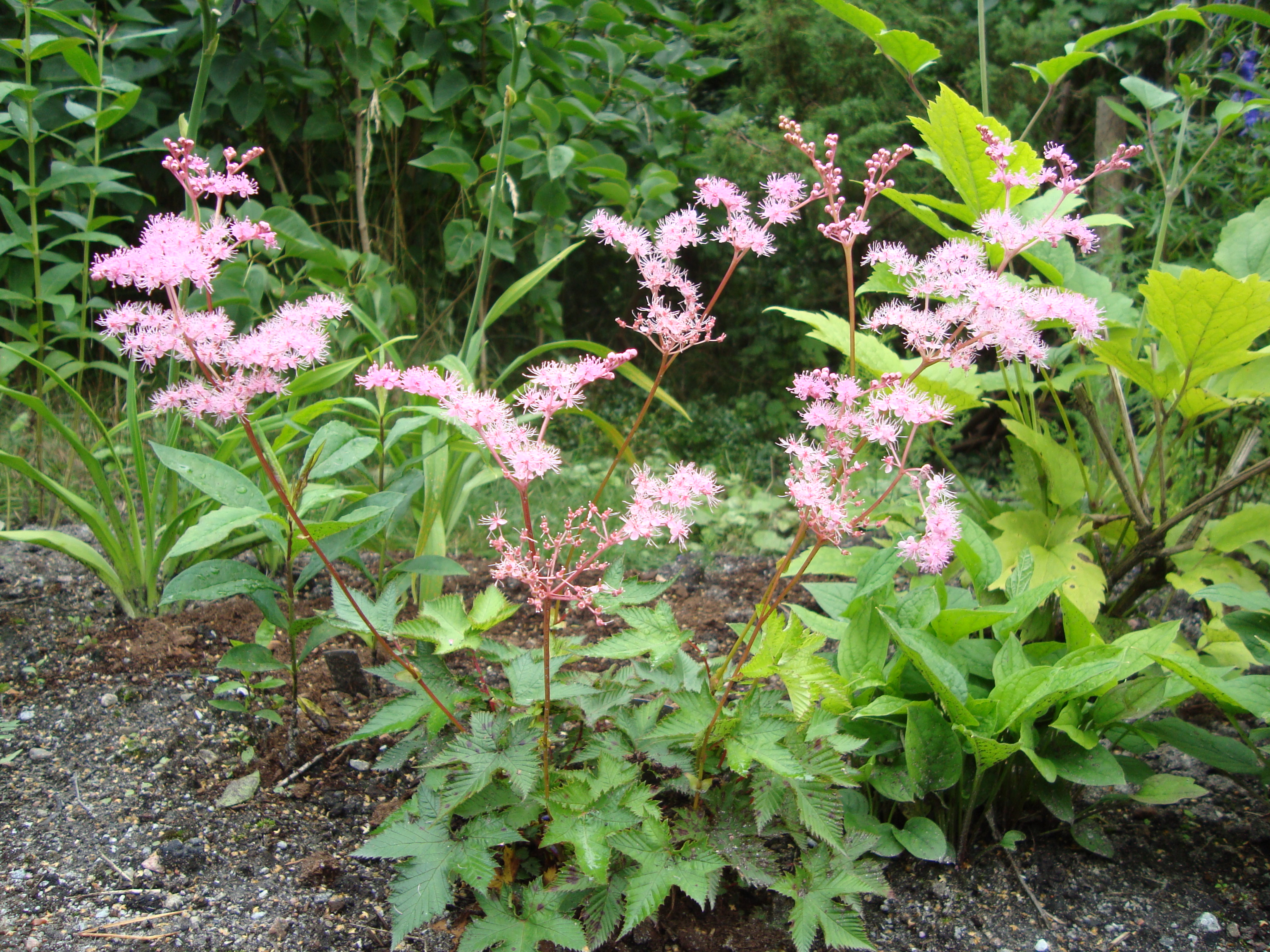
シモツケソウ
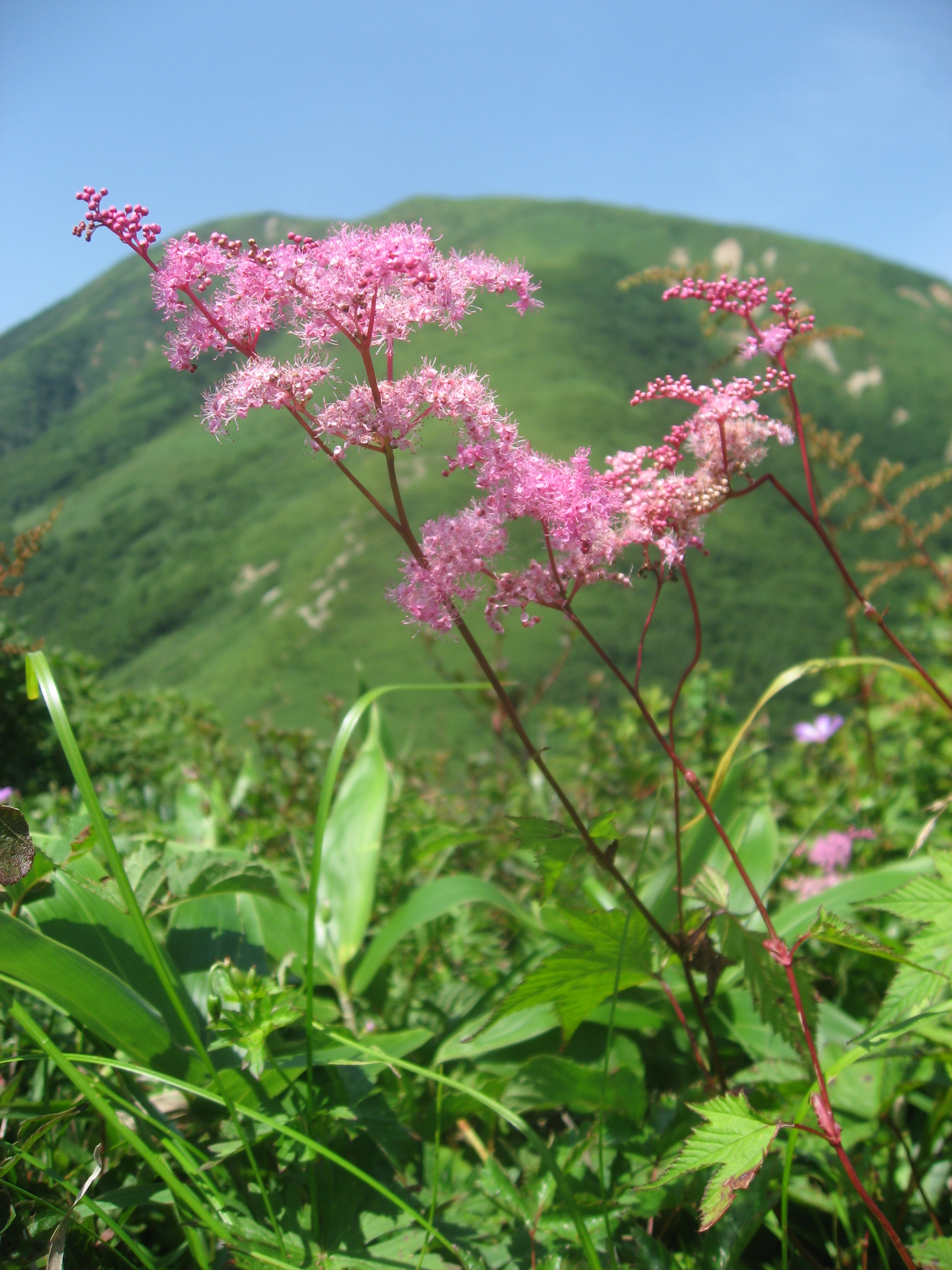
アカバナシモツケソウ